# Tropikowiórka karłowata
Tropikowiórka karłowata (Sciurillus pusillus) – monotypowy, endemiczny gatunek gryzonia z rodziny wiewiórkowatych, występujący w Brazylii, Gujanie Francuskiej, Peru i Surinamie. Jedyny przedstawiciel rodzaju tropikowiórka (Sciurillus) i podrodziny tropikowiórek (Sciurillinae).

## Systematyka
Gatunek tropikowiórka karłowata obejmuje trzy podgatunki:
- S. pusillus pusillus
- S. pusillus glaucinus
- S. pusillus kuhlii